# Codonodes papuana
Codonodes papuana là một loài bướm đêm trong họ Noctuidae.